# 佐野睦夫
佐野 睦夫（さの むつお）は、日本の情報工学者。大阪工業大学情報科学部教授、学長補佐。博士（工学）（京都大学）。日本学術振興会知覚情報処理・知能ロボティクス部門審査委員。けいはんな情報通信オープンラボ研究推進協議会委員。日本ロボット学会インテリジェントホームロボティクス研究会委員長。元電子情報通信学会情報・システムソサイエティ技術会議幹事。「Hack for “ミライ” Osaka 2020」審査委員。プロジェクト・イーグル技術監修。
専門は、知能情報学・知識ネットワーク、ロボットコミュニケーション制御・ヒューマンロボティックスなど。

## 経歴
1983年京都大学大学院工学研究科修士課程修了。同年、電電公社（現：NTT）に入社し、同研究所にて画像電子・電子情報の技術研究に従事し、主幹研究員まで務めた後、1995年博士（工学）（京都大学）。2002年に大阪工業大学情報科学部教授として着任。2004年情報通信研究機構 (NICT) 専攻研究員も兼務。2018年同大学情報科学部学部長。2021年同大学副学長。2022年同大学学長補佐。
主な所属学会はIEEE、電子情報通信学会、情報処理学会、画像電子学会、映像情報メディア学会、日本ロボット学会、人工知能学会。
オープンデータを活用した人工知能 (AI)・データサイエンス的アプローチに基づき，産官学連携で社会的課題を解決する枚方市アイデアソン・ハッカソンを推進。北大阪商工会議所で開催された「ソサエティー5.0イベント2019」にゲストスピーカとして講演。また、食によるオープンイノベーションを実現するシェアダイニングプロジェクトや，水都大阪価値創造プロジェクトにも参画。
主な受賞歴は、画像電子学会優秀論文賞 (2008)、情報処理学会山下記念研究賞 (2009) など。また、指導する大阪工業大学情報科学部研究室の学生メンバーが、以下大会で受賞している。
- ロボカップジャパンオープン＠ホームリーグ準優勝 (2011, 2012, 2014, 2017, 2018)
- ロボカップジャパンオープン＠ホームリーグ優勝 (2013, 2015, 2016)
- 日本ロボット学会 Intelligent Home Robotics Challenge 総合準優勝（2014、2016）
- ワールドロボットサミット パートナーロボットチャレンジ リアルスペースNEDO賞 (2018)

さらに、自律走行型移動ロボットによる先端技術実験コンテスト「つくばチャレンジ」やその関西版である「中之島チャレンジ」にも積極的に研究室学生への参加支援を行っている。